# 울주 은현리 적석총
은현리적석총(銀峴里積石塚)은 울산광역시 울주군 웅촌면에 있는 적석총이다. 1997년 10월 9일 울산광역시의 기념물 제8호로 지정되었다.

## 개요
적석총(積石塚, 돌무지무덤)은 선사시대부터 역사시대의 고구려, 백제 초기에 나타나는 묘제의 한가지로, 일정한 구역의 지면에 구덩이를 파거나 구덩이 없이 시체를 놓고 그 위에 돌로 쌓은 무덤을 말한다. 고구려의 경우 초기에는 강돌을 주로 사용하였으나, 이후 깬 돌을 계단식으로 쌓아올려 무덤을 만들었다.
은현리 적석총은 마을 뒤편 야산에 위치하며 경사가 10˚ 이내로 완만한 곳에 축조되어 있다. 사람머리 크기의 자연석으로 쌓아 만든 삼국시대의 무덤으로 추정되며, 붕괴로 말미암아 확실한 구조는 알 수 없다. 남아있는 적석총의 규모는 전체길이 약 20m내외, 높이 6m 정도로 추정된다. 적석총의 석재는 대부분이 자연석으로 큰 것은 65×60×20cm, 중간 것은 55×40×23cm, 작은 것은 23×14×7cm 정도로 다양하며, 무덤의 전체모습은 원형이다.
적석총의 최하단 기단부의 형태, 함몰되어 있는 적석의 상태 및 높이 등으로 미루어보면 원래는 위쪽으로 오를수록 좁은 형태를 이루는 피라미드형으로 추정된다.

## 참고 문헌
- 은현리적석총 - 국가유산청 국가유산포털